# Сен-Крепен-де-Ришмон
Сен-Крепе́н-де-Ришмо́н (фр. Saint-Crépin-de-Richemont) — коммуна во Франции, находится в регионе Аквитания. Департамент — Дордонь. Входит в состав кантона Брантом. Округ коммуны — Нонтрон.
Код INSEE коммуны — 24391.

## География

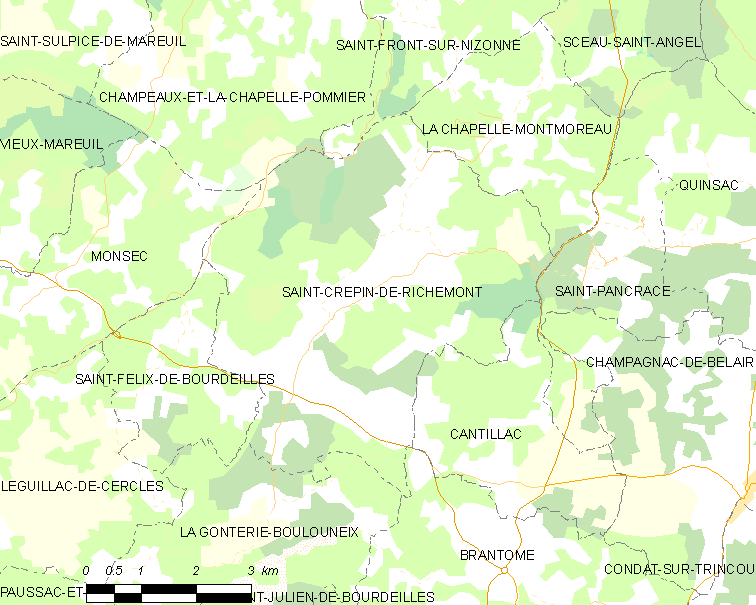
Карта коммуны

Коммуна расположена приблизительно в 410 км к югу от Парижа, в 115 км северо-восточнее Бордо, в 28 км к северу от Перигё.

### Климат
Климат умеренный океанический со средним уровнем осадков, которые выпадают преимущественно зимой. Лето здесь долгое и тёплое, однако также довольно влажное, здесь не бывает регулярных периодов летней засухи. Средняя температура января — 5 °C, июля — 18 °C. Изредка вследствие стечения неблагоприятных погодных условий может наблюдаться непродолжительная засуха или случаются поздние заморозки. Климат меняется очень часто, как в течение сезона, так и год от года.

## Население
Население коммуны на 2010 год составляло 213 человек.
| 1962 | 1968 | 1975 | 1982 | 1990 | 1999 | 2010 |
| ---- | ---- | ---- | ---- | ---- | ---- | ---- |
| 339  | 326  | 246  | 239  | 207  | 202  | 213  |

## Администрация
| Период | Период | Фамилия               | Партия       | Примечания |
| ------ | ------ | --------------------- | ------------ | ---------- |
| 1995   | 2008   | Ксавье де Траверсе    | беспартийный |            |
| 2008   | 2014   | Жан Кандель           | беспартийный |            |
| 2014   | 2020   | Марсьяль-Анри Кандель |              |            |

## Экономика
В 2010 году среди 124 человек трудоспособного возраста (15-64 лет) 90 были экономически активными, 34 — неактивными (показатель активности — 72,6 %, в 1999 году было 75,6 %). Из 90 активных жителей работали 87 человек (44 мужчины и 43 женщины), безработных было 3 (1 мужчина и 2 женщины). Среди 34 неактивных 6 человек были учениками или студентами, 13 — пенсионерами, 15 были неактивными по другим причинам.

## Достопримечательности
- Замок Бард[фр.] (XV век)[5]
- Замок Ришмон[фр.] (XVI век). Исторический памятник с 1927 года[6]
- Замок Сен-Крепен[фр.] (XIX век)[7]
- Церковь Свв. Криспина и Криспиниана (XVIII век)
- Менгир Шампредон

## Фотогалерея

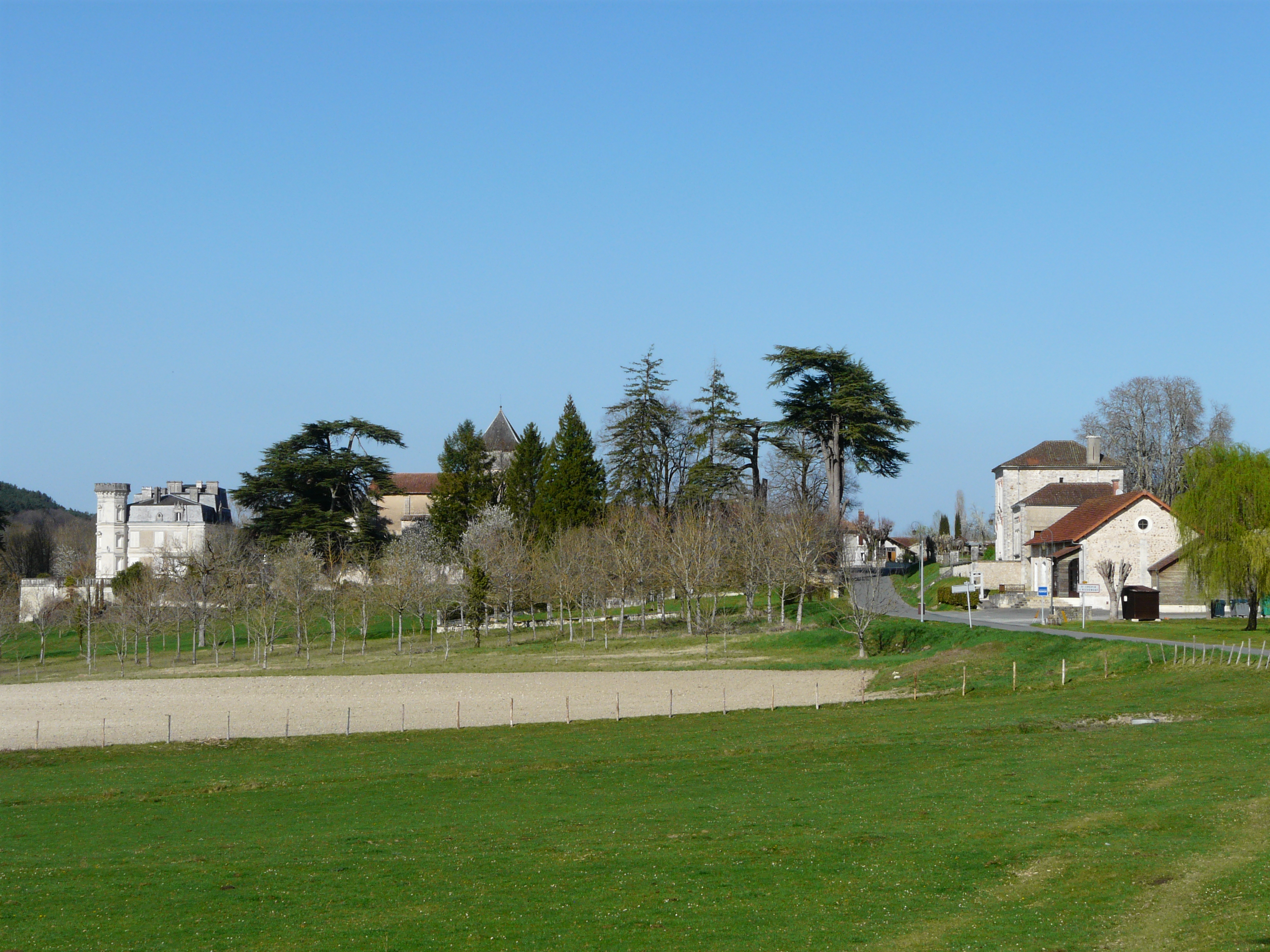
Сен-Крепен-де-Ришмон
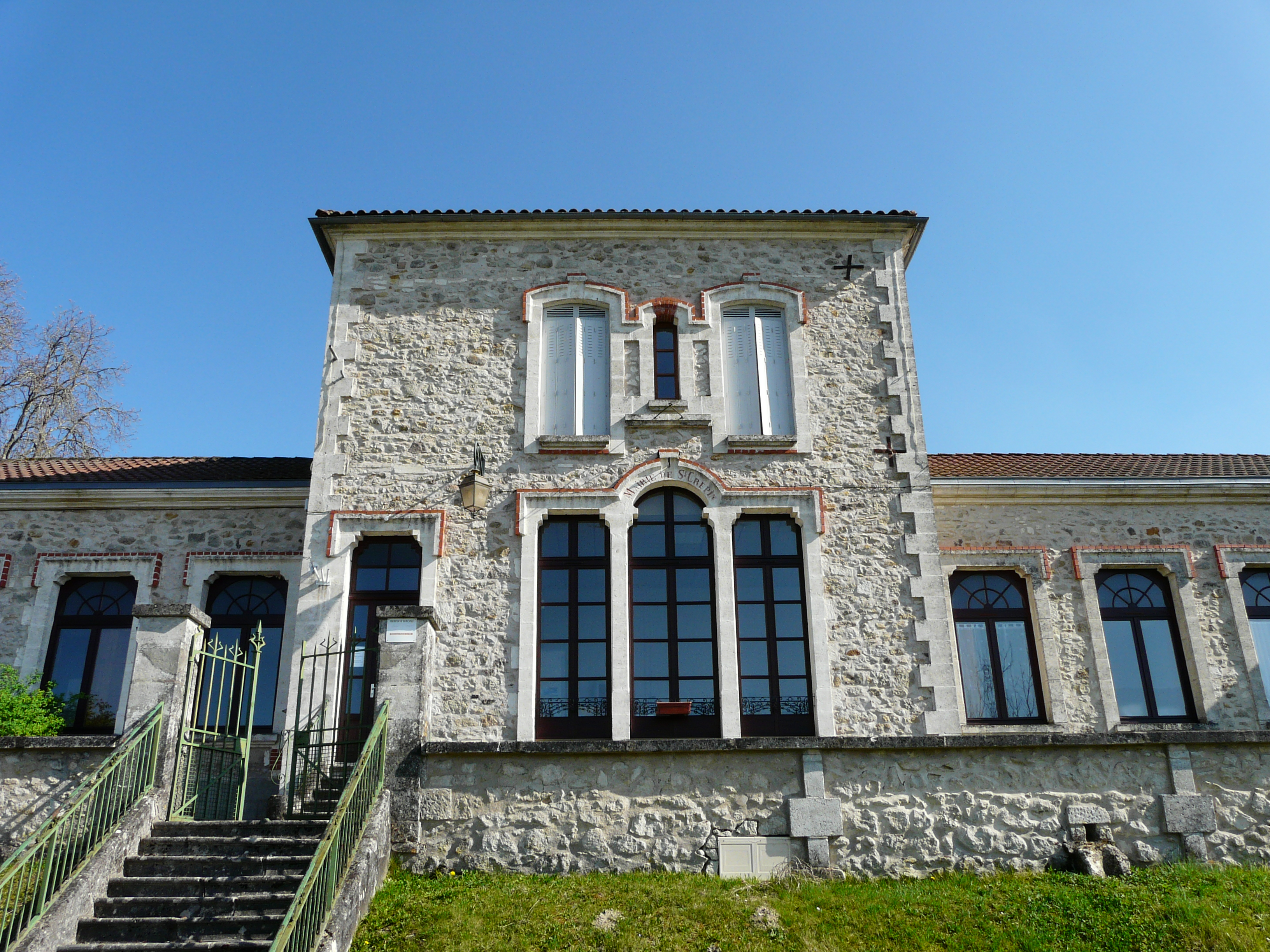
Мэрия
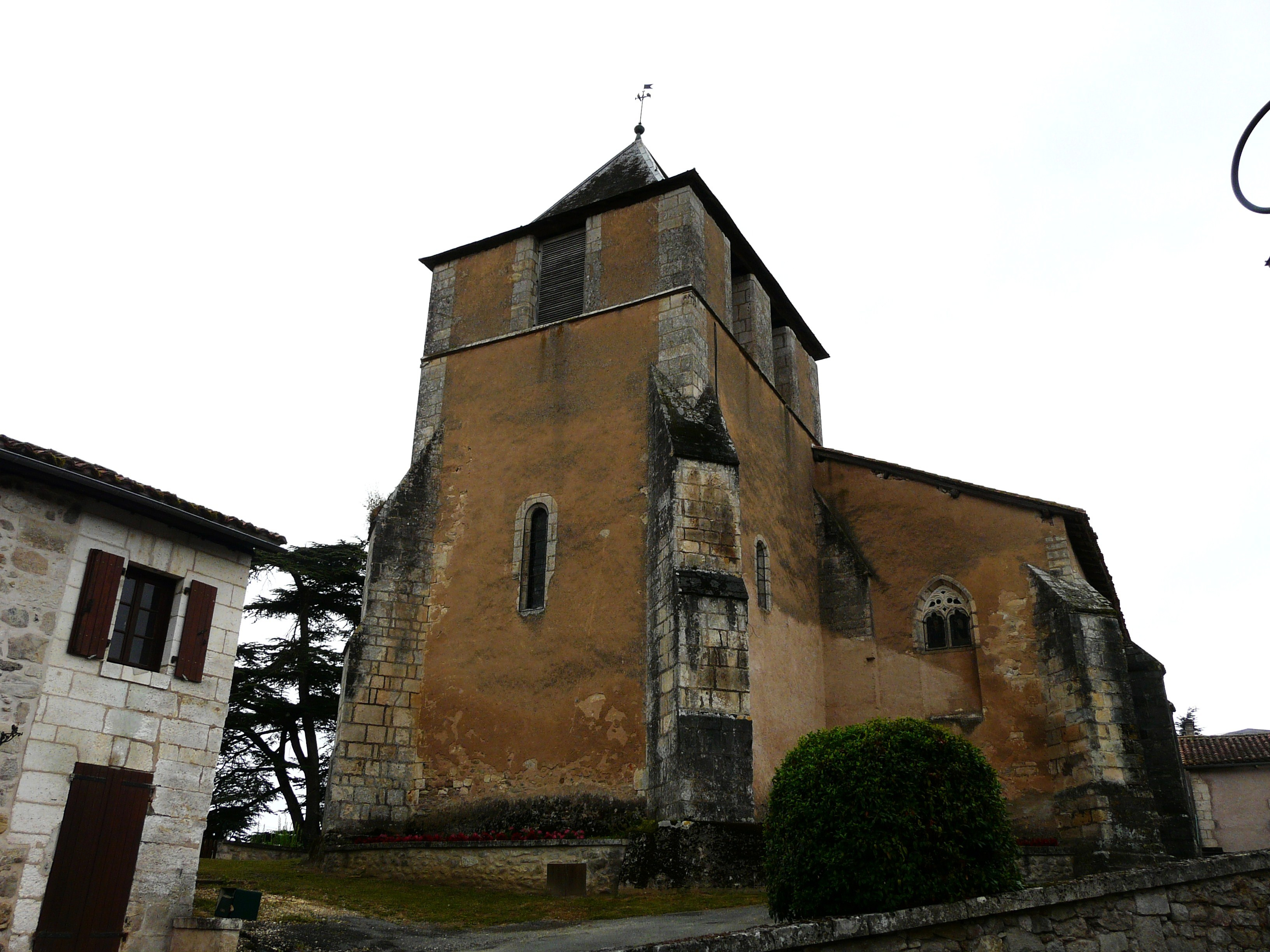
Церковь Свв. Криспина и Криспиниана
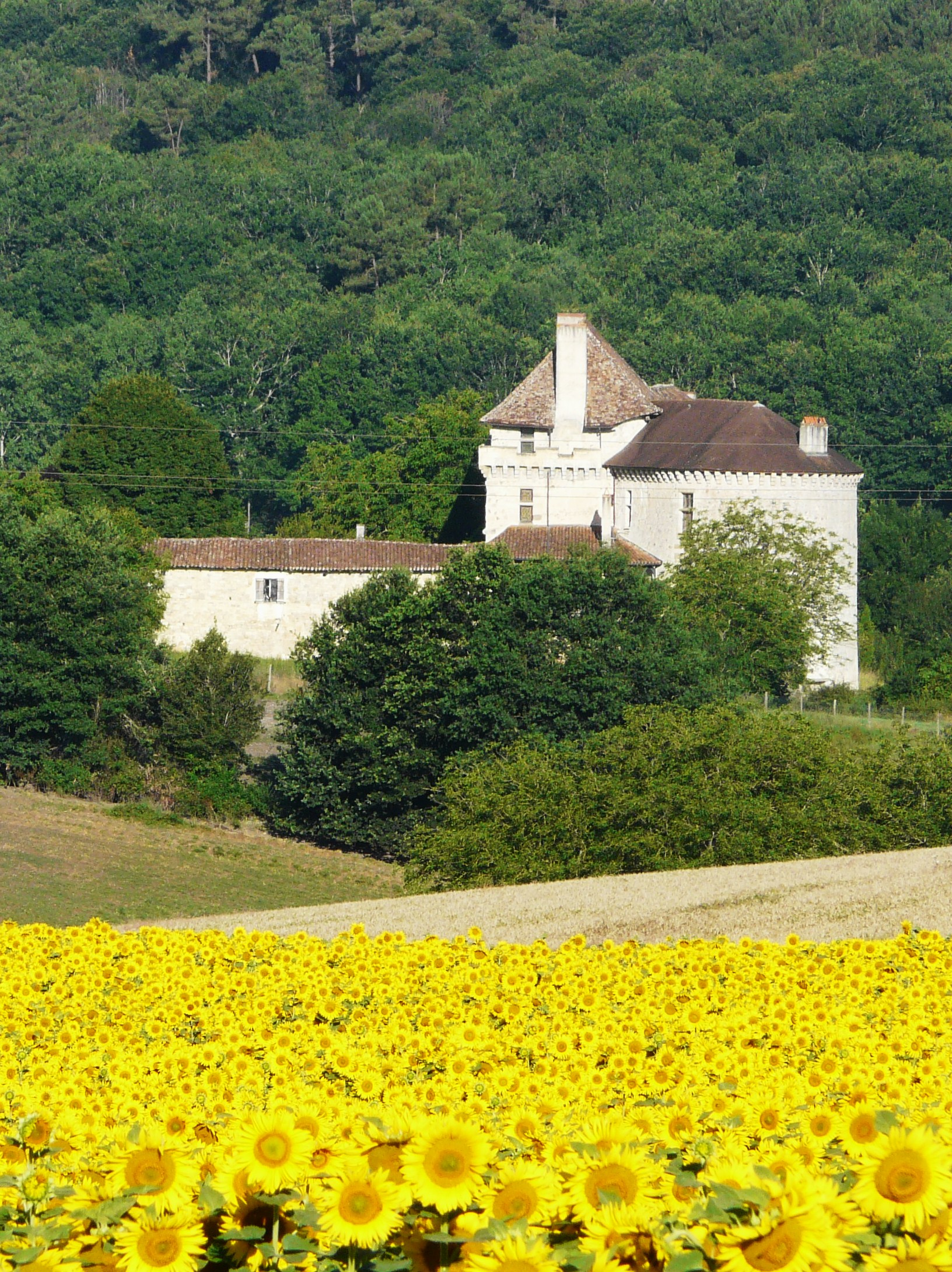
Замок Бард
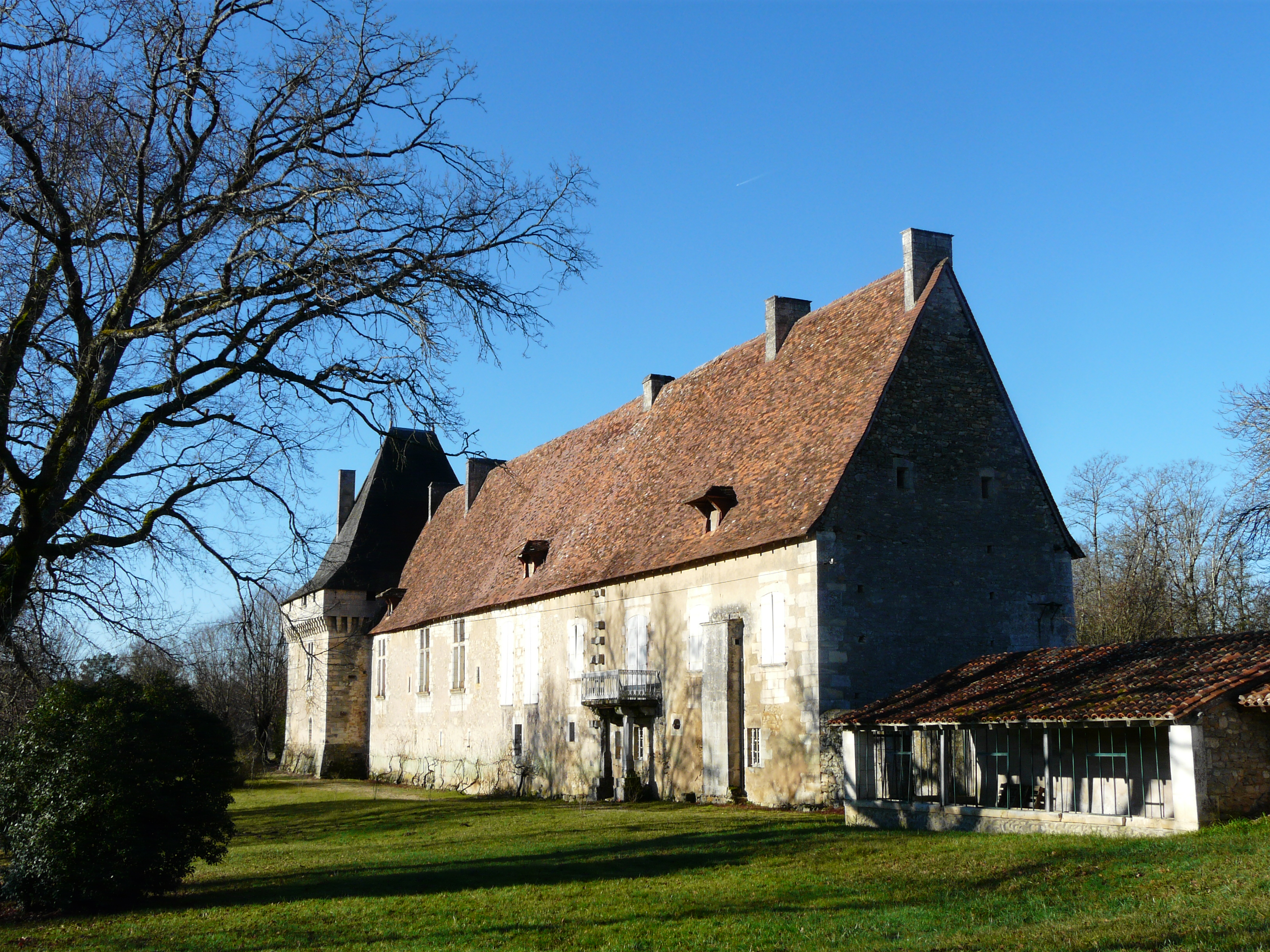
Замок Ришмон
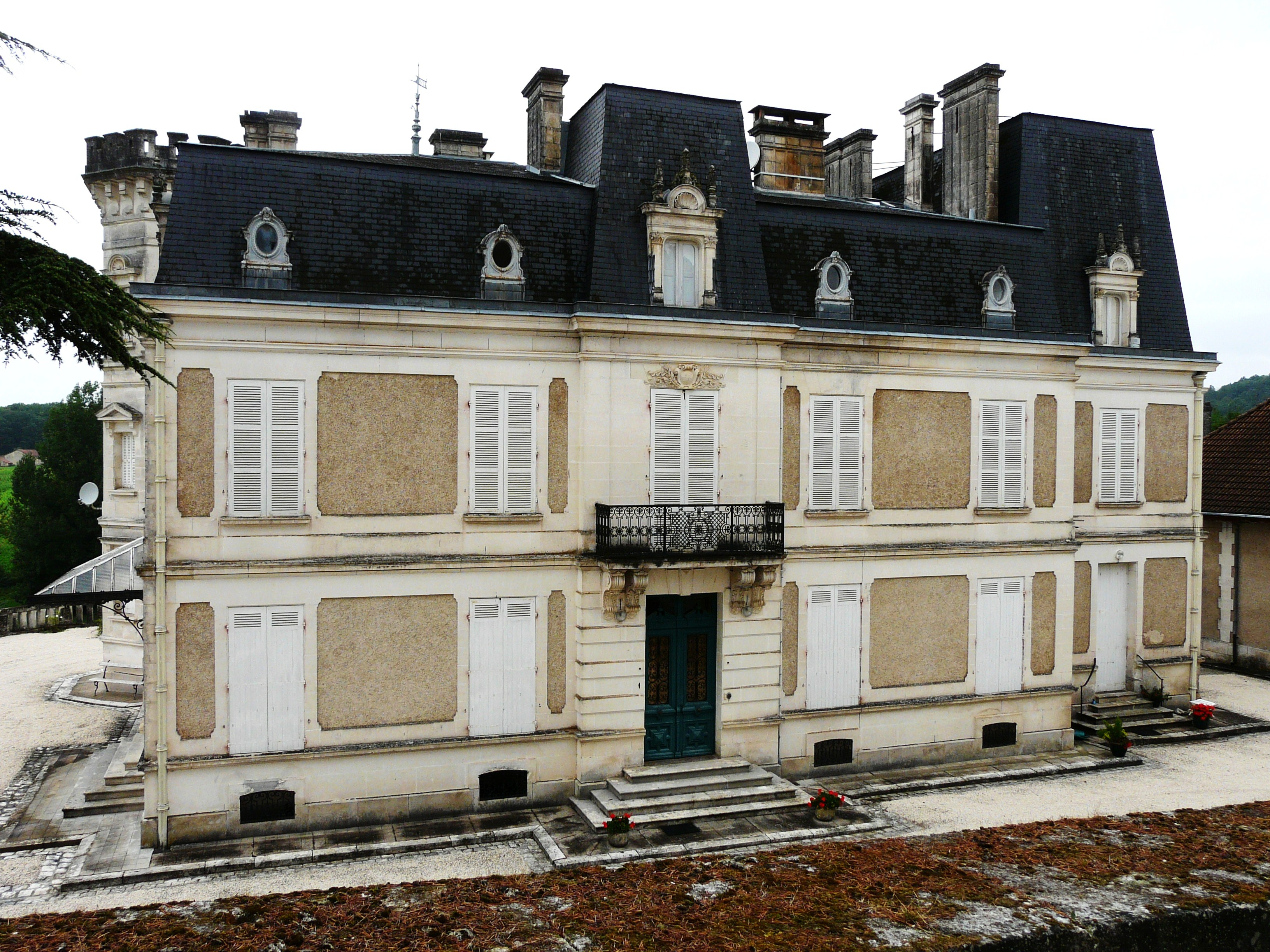
Замок Сен-Крепен
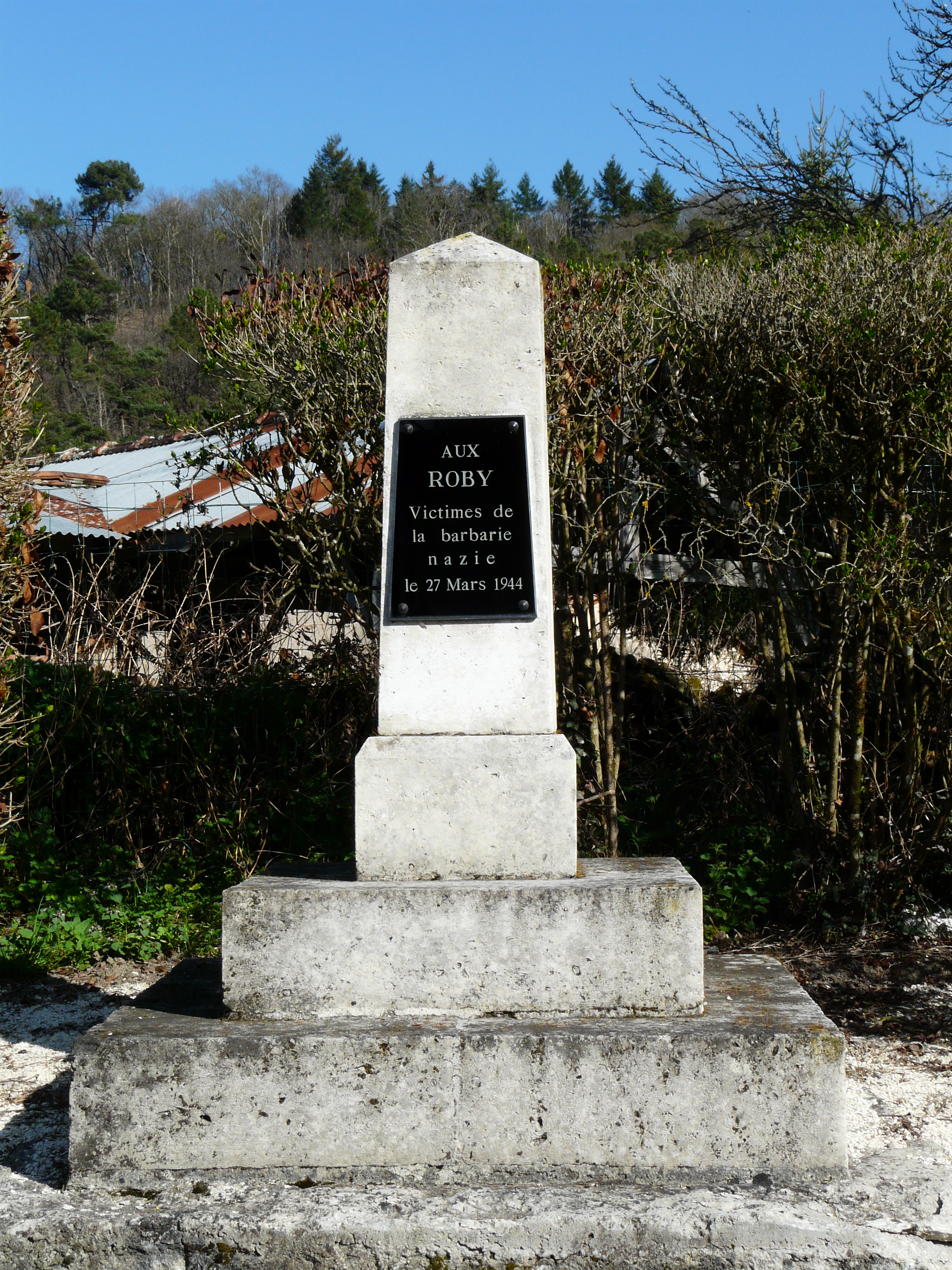
Памятник расстрелянным 27 марта 1944 года
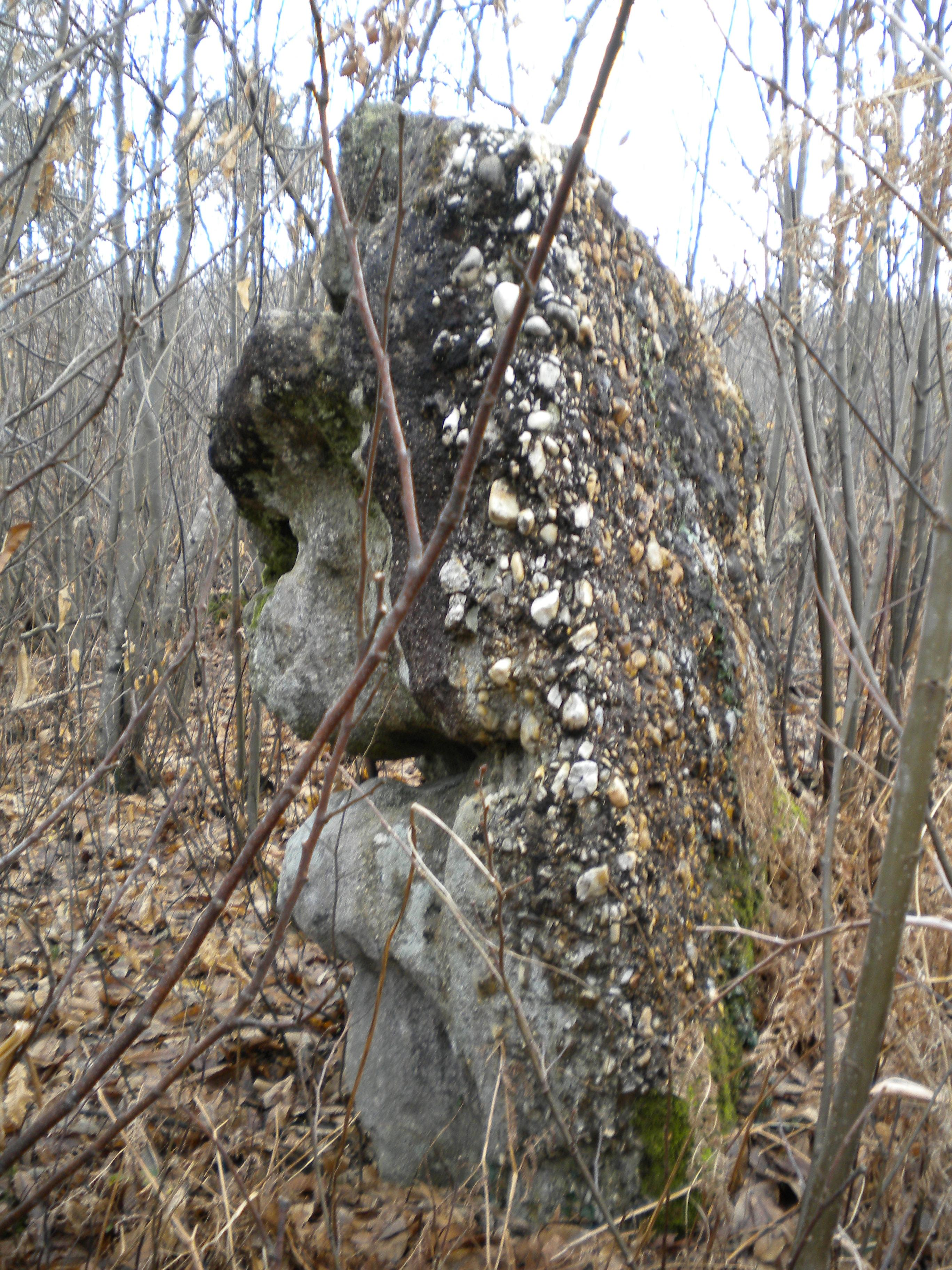
Менгир Шампредон
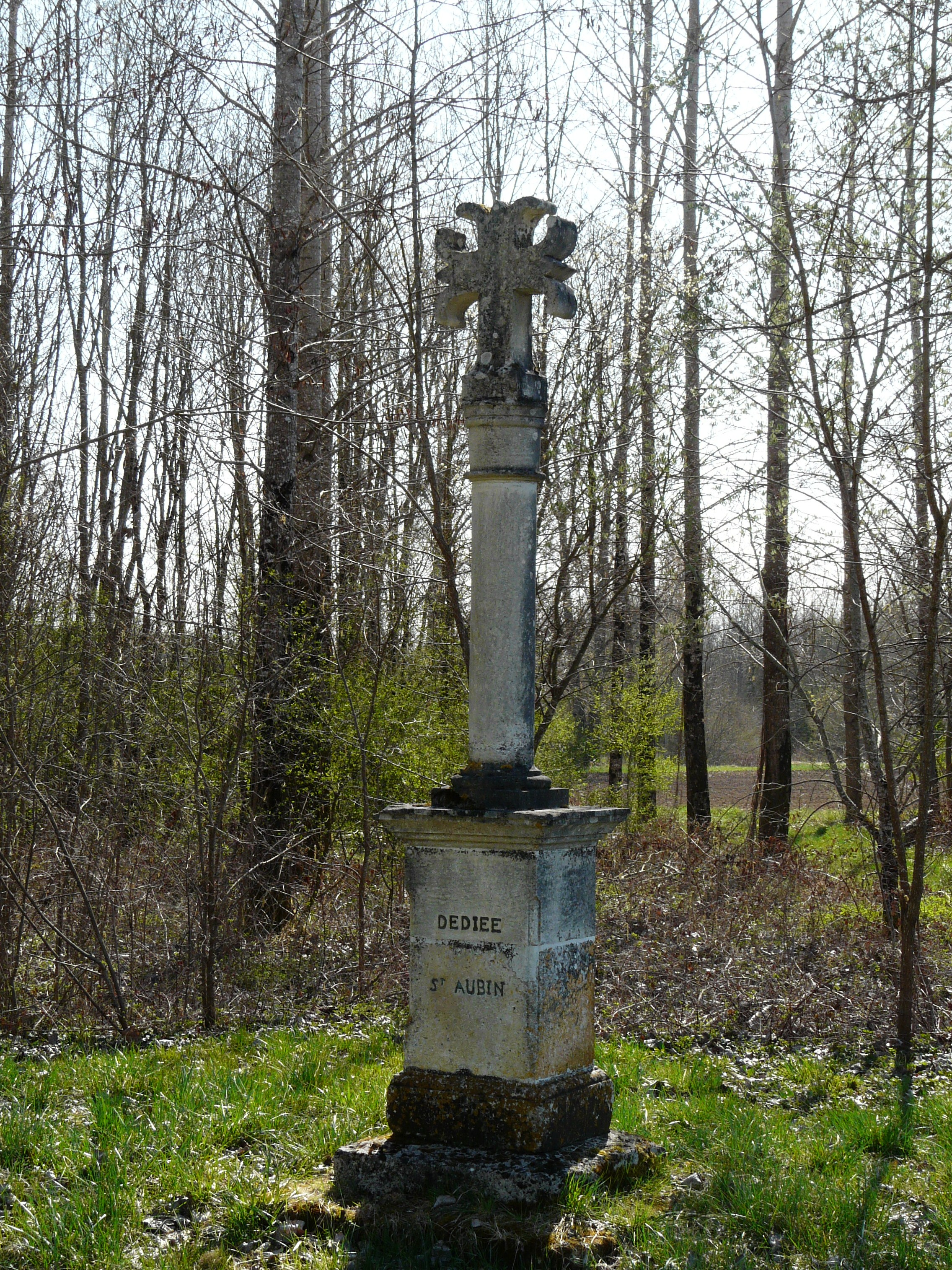
Крест Св. Обена
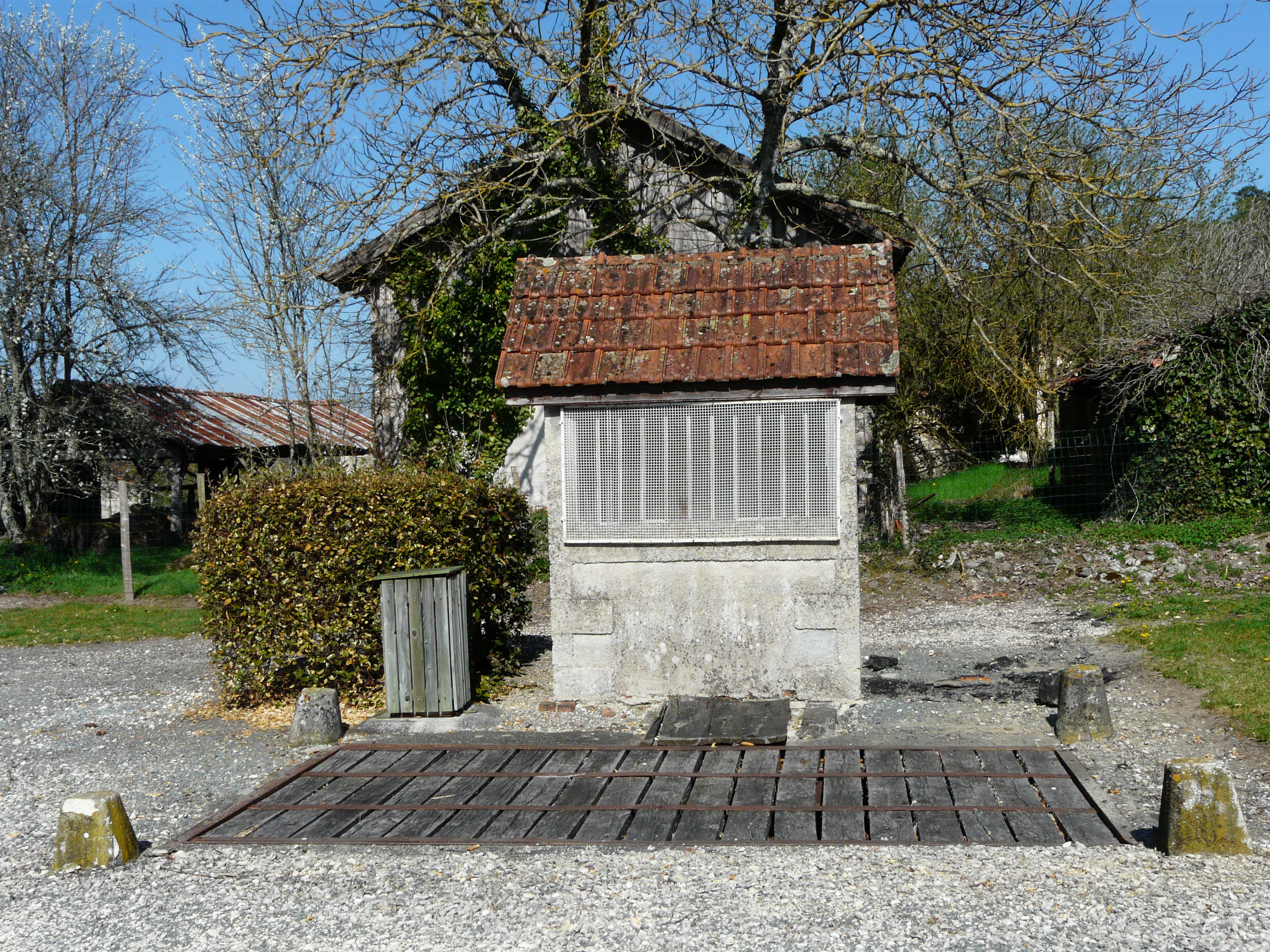
Весы
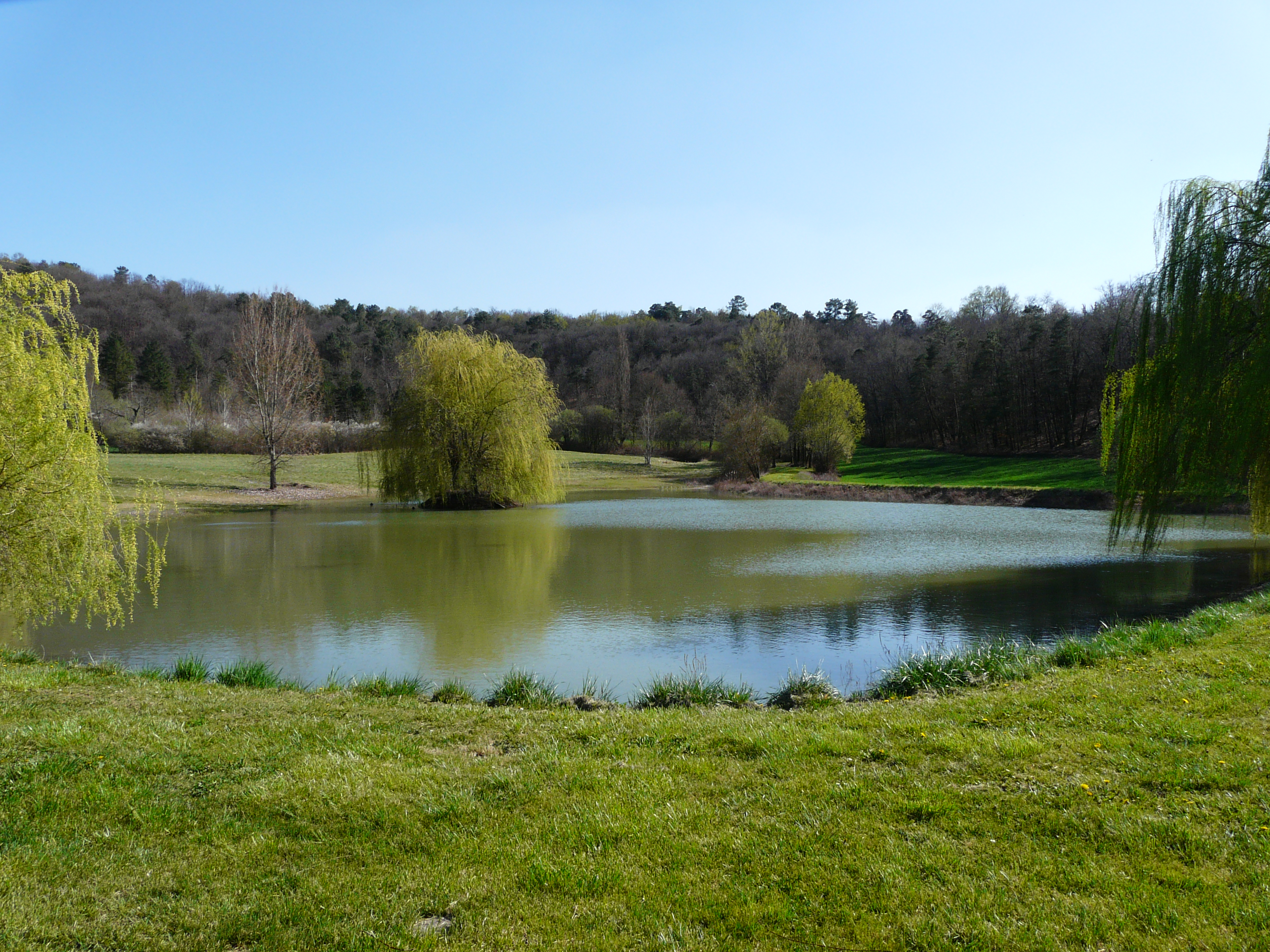
Озеро
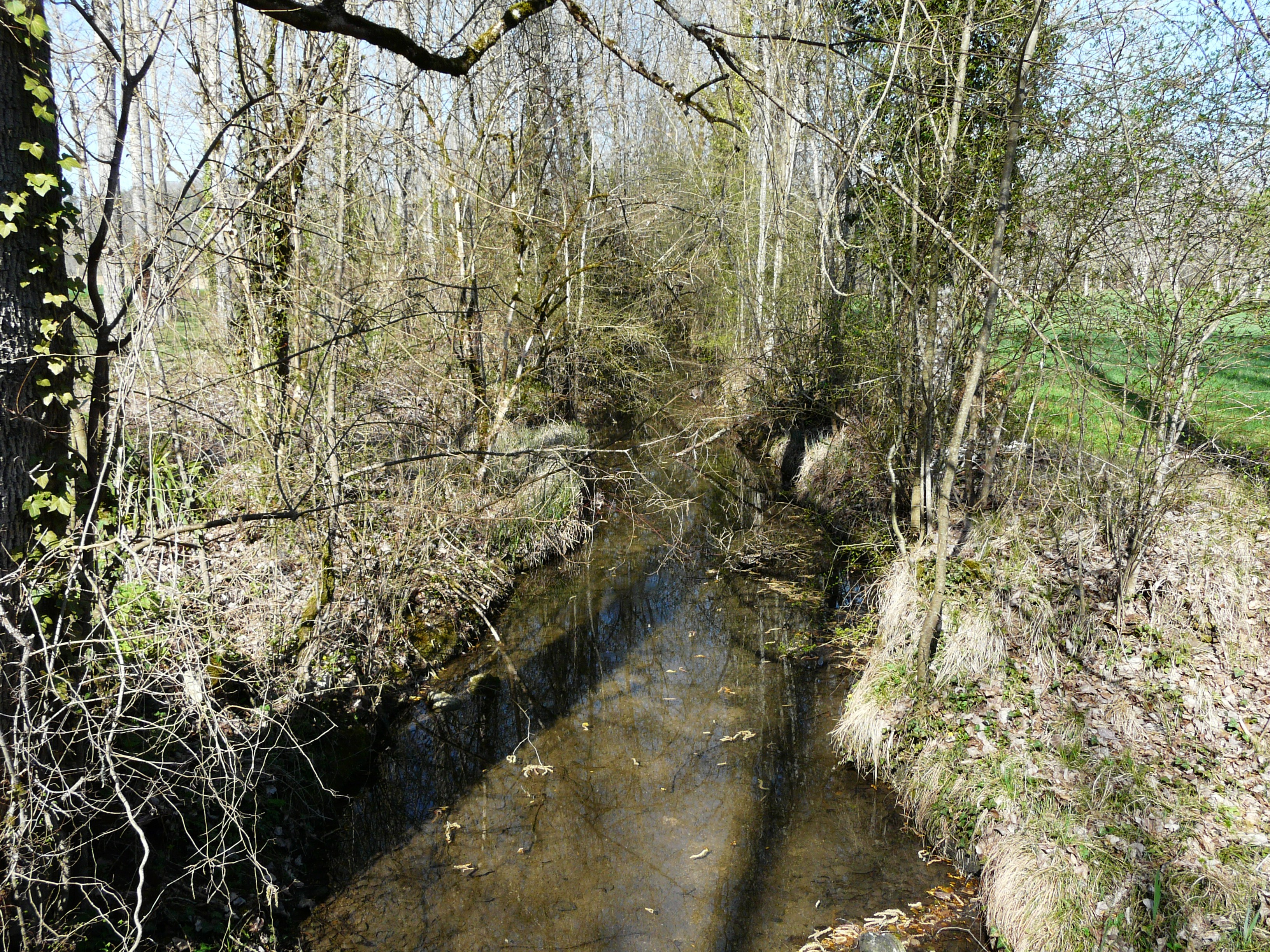
Река Булу